# Телятевский, Андрей Андреевич Хрипун
Князь Андре́й Андре́евич Теляте́вский прозванием Хрипу́н (ум. 1612) — русский государственный и военный деятель, рында, стольник, воевода и боярин во времена правления Ивана IV Васильевича Грозного, Фёдора Ивановича, Бориса Годунова и в Смутное время.
Из княжеского рода Телятевские. Сын князя Андрея Петровича Телятевского (ум. 1569) и княгини Ксении. Имел братьев (см. Критика).
В крещении получил имя Емилиан.

## Биография

### Служба Ивану Грозному
В 1580—1600 годах — стольник.
В 1581 году в бракосочетании Государя с Марией Фёдоровной Нагово первым нёс бархат от места до церкви и устилал его и стоял у государева платья.
В сентябре 1584 года местничал с князем Иваном Фёдоровичем Троекуровым.

### Служба Фёдору Ивановичу
В июле 1585 года ведёт местническое дело с князем Борисом Петровичем Татевым.
В ноябре 1586 года назначен первым ездить с Государём в шведском походе. В 1586—1590 годах показан в стольниках и неоднократно упоминается на различных мероприятиях обслуживающий большой государев стол.
22 июня 1587 года, первый рында, присутствовал при приёме литовского посла Сапеги.
В 1589 году рында при представлении турецкого посла. В этом же году по указанию царя, ездил со столом к немецкому послу на дом потчивать его.
В январе 1590 года рында со вторым государевым саадаком в шведском походе. В апреле и июле этого же года рында при представлении Государю турецкого и немецкого послов. В июле послан на берег Оки осматривать детей боярских Сторожевого полка и полков войск левой руки, а за отогнание крымцев пожалован золотым. 7 августа разбиралось местническое дело Телятевского с Иваном Одоевским, а 25 апреля 1591 года он «искал своего отечества на князь Андрее Петровиче Куракине для того что Куракину велено быть в сторожевом полку в первых, а Телятевскому в большом полку в других».
В 1593 году принимает участие в церемонии приёма Николая Варчока, посла императора Священной Римской империи Рудольфа II.
В 1594 году был при представлении Государю турецкого посла, в сентябре вновь ездил со столом к немецкому послу и был при его представлении Государю.
В 1595 году в январе рында в белом платье, а в марте в вишнёвом, при представлении немецкого посла.
В 1596 году рында, участвовал в представлении Государю кизилбашского и персидского послов.
22 мая 1597 года в звании стольника присутствовал в Грановитой палате при приёме знатного цесарского посла, бургграфа Авраама Донавского.
В 1598 году рында в белом платье с топором при представлении Государю датских послов и крымского посланника. В этом же году рында с большим государевым копьём в походе в Серпухов.

### Служба Борису Годунову
В 1598 году подписал утверждённую грамоту об избрании на царство Бориса Годунова.
В 1600 году при Борисе Годунове (ум. 13 апреля 1605) он был пожалован в бояре, заседал в думе, сделался видным сановником и был одним из наиболее выдающихся воевод этого царствования.
В 160—1601 годах глава Московского судного приказа (Московской избы).
В мае 1601 года второй воевода Большого полка на берегу Оки. В 1603 и 1604 годах приглашался за государев стол при персидских и немецких послах. К этим же годам относится «десятня денежной раздачи на Москве» боярина и князя А. А. Телятевского, в марте 1603 года в составе специальной комиссии производил «счёт» земельным владениям московского Новодевичьего монастыря.
В 1604 году, когда действия Лжедмитрия приняли угрожающий характер, Телятевский во главе значительного отряда в декабре выступил из Брянска для защиты противившегося самозванцу Новгорода-Северского и Кромского уезда. Около Трубчевска он принял участие в совете русских воевод, решившем послать сандомирскому воеводе Ежи Мнишеку требование уйти из пределов России. В этом же году упомянут вторым воеводою Большого полка в Чернигове и Брянске против войск самозванца, которых разбил, за что был пожалован золотым.
В 1605 году Телятевский, один из немногих воевод, остался верен новому царю, Фёдору Борисовичу (уб. 11 июня 1605 года). Участвовал 21 января в битве при Добрыничах, окончившейся поражением Лжедмитрия. Послан под Кромы первым воеводою Сторожевого полка против войск самозванца, но вынужден был бежать в Москву, когда увидел измену Петра Басманова и в войсках. Во время мятежа в лагере под г. Кромами 7 мая 1605 года князь Андрей был одним из немногих, кто пытался организовать сопротивление против сторонников самозванца. Он оставался у пушек и кричал: «Стойте твердо и не изменяйте своему государю», но безуспешно. Приверженцы Лжедмитрия I одерживают верх, и Андрей вместе с немногими воеводами бежит в Москву.

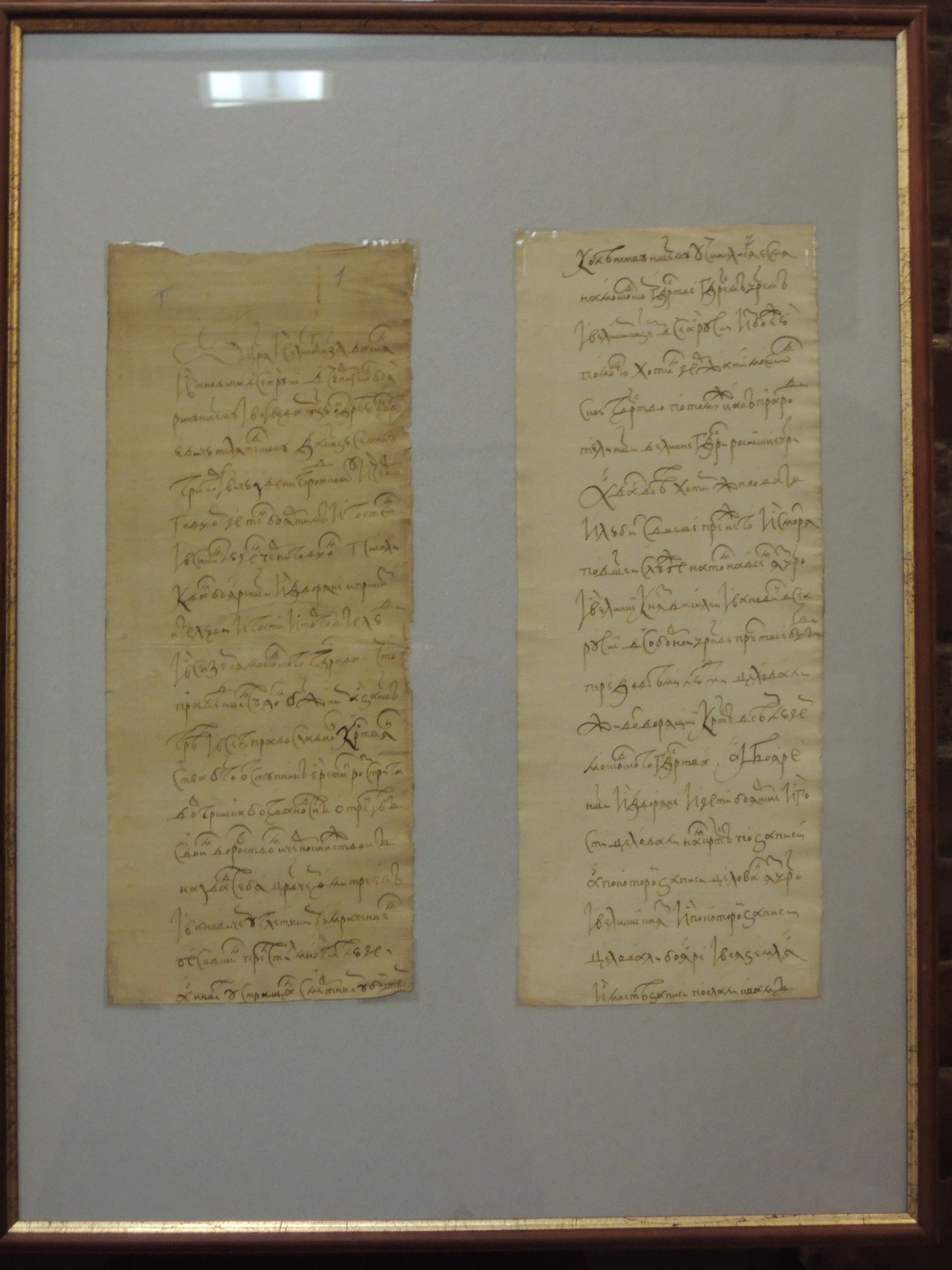
Известительная грамота царя Василия Шуйского об избрании его на царство Земским собором, отправленная черниговским воеводам боярину князю А. А. Телятевскому и князю С. Г. Звенигородскому. май 1606. РГАДА

Есть известие, что по прибытии в Москву он был арестован.1 июня и в Москве начинается восстание в поддержку Лжедмитрия I. 3 июня 1605 года Телятевский вместе с Иваном Воротынским был избран московским населением идти в Тулу, где находился самозванец, с повинною от столицы. Лжедмитрий встретил посланных грубою и резкою речью, приближённые его также их позорили, а Телятевского, как остававшегося дольше других верным Годуновым, чуть не убили, посадив в тюрьму. Но потом, присягнул самозванцу он получил свободу. Определён тридцатым советником в Большой совет самозванца, так как упомянут в числе лиц, которые должны были войти в состав преобразованной Боярской думы по образцу польского Сената.
Во всё время царствования Самозванца он, по-видимому, находился в опале и влияния на дела не имел.
После гибели Лжедмитрия I (уб. 17 мая 1606) присягнул царю Василию Шуйскому.

### Служба в Смутное время
В 1606 году был с царем Василием Шуйским был в государевых серпуховском и каширском походах, откуда был послан первым воеводою войск против польско-литовских отрядов, коих на реке Вязьма разбил. В это время появились слухи о новом самозванце. В видах самозащиты царь Василий Шуйский отрёкся от того, что говорил раньше о смерти царевича Дмитрия, и с большой торжественностью перенёс тело убиенного из Углича в Москву, объявив всем, что Дмитрий не покончил с собою в припадке болезни, а действительно был убит. Телятевский, верно служивший царю Борису, возмутился тем, что убийство царевича официально стало приписываться Годунову, и стал на сторону нового Лже Дмитрия, хотя ничего положительного о нём ещё никто не знал. Возможно также, что он верил в спасение Лжедмитрия, о чём тогда в Москве ходили упорные слухи. В этом же году послан воеводой в Чернигове (назначение получил одновременно от самозванца и Василия Шуйского), где присоединился к восстанию Ивана Исаевича Болотникова (казнён в 1608 году).

## Восстание Болотникова
Ставший во главе восстания против Шуйского — Иван Болотников был раньше холопом Телятевского. Об этих событиях подробно вспоминает в «Кратком известии о Московии» (1610—1611 гг.) итало-голландский купец Исаак Масса (умер в 1635 г.). При Лже-Петре (казнён в 1608 г.) Телятевский начальствовал значительною частью его приверженцев.
В 1607 году в январе поставлен самозванцев во главе своего войска и направил под Калугу и Тулу. В феврале разбил правительственные войска в битве под Венёвом и привёл войско в Тулу. В марте в битве под Тулой разбил московского воеводу Ивана Михайловича Воротынского и в этом же месяце участвовал в Битве под Дедиловом. Затем он двинулся к Калуге и по дороге к ней встретился с сильным московским войском под начальством воевод Татева, Черкасского и А. Тюменский. В жестокой битве на Пчельне, происшедшей 2 мая 1607 года, Телятевский разбил наголову царское войско, причём Татев и Черкасский погибли, 15 тысяч человек перешли на сторону Болотникова, а остальная часть в беспорядке бежала к Калуге в стан Фёдора Мстиславского.
Эта решительная и блестящая победа Телятевского произвела в Москве ошеломляющее впечатление. Потребовались неимоверные усилия со стороны московского правительства, чтобы собрать новое значительное войско, а прежнее, деморализованное неудачами и ненадёжное, привести в боевое состояние. Дав отдых своим людям после битвы при Пчельне, Телятевский соединился с Болотниковым и направился затем к Кашире с намерением занять её, но при реке Восме встретился с московскими полками. 21 мая на берегах этой реки произошло новое сражение, в котором верх одержало царское войско под командованием воевод князей Андрея Васильевича Голицына и Бориса Михайловича Лыкова. О роли Телятевского в этой битве существуют две версии. По одной из них, он был в лагере мятежников и после поражения с небольшим уцелевшим отрядом бежал в Тулу, где и скрывался вместе с Шаховским, Болотниковым и Лже-Петром. По другому известию, Телятевский в самый разгар сражения с четырёхтысячным отрядом перешёл на сторону Шуйского и тем решил дело в пользу последнего.
В октябре князь Андрей Андреевич вместе с И. И. Болотниковым и Лже Петром руководил обороной Тулы. Как известно, царь Василий Шуйский лично осадил Тулу и город продержалась только до 10 октября, когда голод и болезни принудили осаждённых сдаться. При сдаче города князь Телятевский был взят в плен. Своё категорическое обещание помиловать мятежников Шуйский не сдержал: Болотникова — утопили, Лже-Петра — повесили, Шаховского — сослали в монастырь. Сам князь А. А. Телятевский прощён, оставлен на свободе и в боярском звании, так как ещё до сдачи города, по некоторым данным, перешел на сторону царя Василия Шуйского.
Осенью 1610 года при Семибоярщине возглавлял особую комиссию, искавшую царскую казну в столице.
Князь Андрей Андреевич Телятевский умер 14 мая 1611 года, приняв перед смертью иночество с именем Гермоген. Погребен в Троице-Сергиевом монастыре при церкви Сошествия Святого Духа. Над его могилой был установлен надгробный камень с надписью: «Боярин князь Андрей Андреевич Телятевской в иночестве Ермоген, представился 119 (1611) года мая в 14 день».
Крупный землевладелец, имел свыше 4,8 тысяч гектар вотчинной земли в Тверском, Суздальском и Московском уездах и свыше 2,2 тысяч гектар поместной земли в Ростовском, Козельском и Московском уездах.

## Семья
Был женат (не позднее осени 1598 г.) на княгине Пелагее (ум. 01.04.1628), в иночестве Парасковья (по другим данным Мария Никитична в иночестве Елена), дочь боярина Семёна Никитича Годунова, троюродная сестра царя Бориса Годунова.
Погребена с мужем в том же монастыре. Также над её могилой установлено надгробие с надписью: «Князя Андрея Андреевича Телятевского княгиня Пелагея, в иночестве Парасковья представилась 136 (1628) году апреля в 1 день».
Оставили после себя детей:
- Князь Фёдор Андреевич Телятевский (ум. 1645) — стольник и воевода,
- Княгиня Ирина Андреевна — жена стольника Якова (Воина) Никитича Головина (ум. 1684).
- Княгиня Феодосия Андреевна — жена боярина и князя Ивана Андреевича Голицына (ум. 1655).

## Критика
А. Б. Лобанов-Ростовский в «Русской родословной книге» показывает у отца князя Андрея Петровича, два сына: старший Яков и младший Андрей (о ком статья).
М. Г. Спиридов показывает у отца три сына по старшинству князья: Яков, Андрей и ещё Иван Андреевичи.
П. Н. Петров в «Истории родов русского дворянства» показывает года жизни дочери княгини Ирины Андреевны (1605—1684), а А. Б. Лобанов-Ростовский относит эти даты к годам жизни её мужа Я. Н. Головина.
Существует позднее указание (в одном из томов «Древней российской вивлиофики» Н. И. Новикова), согласно которому Телятевский умер в 1612 году в боярском сане. Аргументация защитников достоверности этого известия сводится к голословному утверждению, что многие сведения новиковского издания были будто бы «почерпнуты из сгоревших в 1812 г. при московском пожаре документов».

## Источник
- Телятевский князь Андрей Андреевич // Русский биографический словарь: В 25 т. / под наблюдением А. А. Половцова. 1896—1918.